# فرانك بيترز
فرانك بيترز (بالإنجليزية: Frank Peters)‏ (26 فبراير 1910 ببرمنغهام في المملكة المتحدة - ) هو لاعب كرة قدم بريطاني في مركز جناح ‏. لعب مع تشارلتون أثلتيك وسويندون تاون وكوفنتري سيتي ونادي بريستول سيتي ونادي فولهام.